# Simon Fuller
Simon Fuller (Hastings, 17 mei 1960) is een Britse muziek- en televisieproducer, die het bekendst is als de manager van de Spice Girls en als een van de bedenkers van het Britse Pop Idol en de afleidingen daarvan, zoals American Idol en het Nederlandse Idols.
Fuller is momenteel de chef executive van 19 Entertainment Limited, dat in 1985 werd opgericht. Voor de oprichting van 19 Entertainment, werkte Fuller als uitgever bij Chrysalis Music en als A&R-manager (Chrysalis Records). In het midden van de jaren 80 ontdekte hij Paul Hardcastle en zorgde hij ervoor dat zijn Vietnam-lied "19" op de eerste plaats kwam. Na het succes daarvan, besloot hij dat zijn managementbedrijf 19 Entertainment zou gaan heten. Hij was tevens manager van Annie Lennox, een van de leden van de popgroep Eurythmics.
Fuller was niet de bedenker van de Spice Girls, maar hij zorgde wel voor hun succes. De 'PR koning' (zoals hij 'liefkozend' door de Britse media genoemd werd) bemoeide zich in de jaren 90 ook met de sportwereld, waar hij voetballer Steve McManaman naar Real Madrid begeleidde en later ook manager werd van de superster David Beckham. De voetballer trad, onder grote belangstelling van de media, in het huwelijk met een van de Spice Girls: Victoria Adams. De Spice Girls haalden, onder Fuller, veel successen in de hitlijst, ondanks de grote dominantie van Fullers management. De situatie verslechterde echter, waardoor de groep met Fuller brak.
Fuller hielp niet veel later de solocarrières van voormalige Spice Girls Emma Bunton en Victoria Beckham van de grond te laten komen. Fuller deed later een tweede poging tot het formeren van de tweede Spice Girls: 21st Century Girls; deze groep behaalde echter niet het beoogde succes.
Fuller bleef echter geloven in zijn visie en besloot een gemengde popgroep te creëren. De geschiedenis leerde hem dat hij krachtiger management moest uitoefenen om opstanden te voorkomen. Bij het creëren van zijn volgende project - S Club 7 - was hij zowel manager als bedenker. Hierdoor wist hij zeker dat hij controle over de situatie zou houden.
Na het succes van de S Club, kwam hij met mede-bedenker Simon Cowell met een van de belangrijkste televisieprogramma's sinds 2000: Idols. Door het maken van zorgvuldige contracten streek hij rechten op van het succes van de winnende kandidaten aan zijn shows. Veel van de artiesten die succes behaalden door zijn shows, zoals Kelly Clarkson, Will Young en Kurt Nilsen, zijn aangesloten bij Fullers 19 Management.
In maart 2005 verkocht Fuller zijn bedrijf, 19 Management, voor 192 miljoen dollar aan Robert Sillermans CKX Inc.
In 2011 werd Simon Fuller de nieuwe manager van de Britse formule 1-coureur Lewis Hamilton. In hetzelfde jaar kreeg Fuller een ster op de Hollywood Walk of Fame.